# 茂垣周平
茂垣 周平（もがき しゅうへい、1989年9月26日 - 2023年10月1日）は、日本の男性声優。茨城県出身。アクセント所属。

## 来歴
水城高等学校出身。アミューズメントメディア総合学院卒業。アクセント付属養成所シャイン16期生所属。
2023年10月1日、死去。34歳没。訃報は同年10月5日に所属事務所の公式サイトで発表された。

## 人物
趣味はサバイバルゲーム、歌唱、ギター、ベース。特技は分解、組立、工作。資格は弓道初段。
方言は茨城弁。

## 出演

### テレビアニメ
- 異世界食堂（2017年、村人）
- ひとりじめマイヒーロー（2017年、不良〈モヒカン〉）

### ゲーム
- フェアリーフェンサーエフ（2013年、妖聖[4]）
- KRITIKA（2017年、足を洗った海賊レカム）

### 吹き替え

#### 映画
- インフェクテッドZ
- クリスマス・カレンダー
- クリスマス・クロニカル
- search/サーチ
- 終末へのカウントダウン（リッキー）
- DOPE/ドープ!!
- ベイビー・ドライバー
- MIA ミア（バズ、男6、男7、警備員2）

#### ドラマ
- イージー3
- ウォンテッド!ローラ&チェルシー3
- 最強のマーチング・バンド（バーナルディ）
- SCORPION/スコーピオン3
- 12モンキーズ シーズン3
- バッド・ブラッド:憎しみのマフィア
- FAMOUS IN LOVE シーズン2
- レギオン シーズン2